# Felip Martí-Jufresa
Felip Martí-Jufresa (Barcelona, 1974) és un filòsof català i professor de l'Institut Supérieur des Arts de Tolosa.

## Obra publicada
- Vigir i badar: Ontologia de la dominació i anarquisme metafísic (Editorial Afers, 2016)
- La possibilité d'une musique moderne. Logique de la modernité et composition musicale (L'Harmattan, 2012)
- Música desconcertada: filosofia, política i música moderna (Lleonard Muntaner Editor, 2009)